# Mario Bauzá

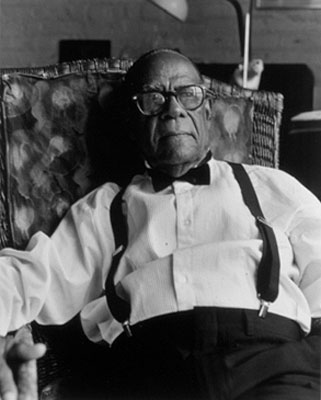
Mario Bauzá

Mario Bauzá (* 28. April 1911 in Havanna, Kuba; † 11. Juli 1993 in New York) war einer der einflussreichsten Musiker in der Entwicklung des Latin Jazz.

## Leben
Bauzá wurde in Havanna als klassischer Musiker ausgebildet und spielte Oboe und Klarinette. Mit 19 Jahren wanderte er nach New York aus, wo er angeblich innerhalb von zwei Wochen Trompete spielen lernte. Nach ersten Engagements in Chick Webbs Orchester begegnete er bei Cab Calloway Dizzy Gillespie. Gillespie und Bauzá arbeiteten dann viele Jahre zusammen. Die Fusion von Bauzás kubanischem Stil mit Gillespies Bebop führte zur Entwicklung des Cubop, einer frühen, Bebop-orientierten Form des Latin Jazz. Seine außergewöhnliche Rolle in dieser Entwicklung verdankt Bauzá den Spitznamen „Urvater des Latin Jazz“. Von 1941 bis 1976 war er musikalischer Direktor der Afro-Cubanos, deren Sänger und Frontmann sein Schwager Machito war. In den 1980er und 1990er Jahren leitete er sein eigenes Orchester. Während der Feiern anlässlich seines achtzigsten Geburtstages im New Yorker Theater Symphony Space traf er auf den deutschen Produzenten Götz Wörner, Begründer des Labels Messidor. Aus dieser Verbindung entstanden drei letzte Produktionen mit Arrangements von Ray Santos und eine Tournee, die ihn mit seinem Afro Cuban Jazz Orchestra erstmals nach Europa führte. Bauzá spielte im Laufe seiner Karriere mit bekannten Jazz-Größen wie Charlie Parker, Ella Fitzgerald, Don Redman und Cab Calloway.